# Sirník
Sirník este o comună slovacă, aflată în districtul Trebišov din regiunea Košice. Localitatea se află la altitudinea de 110 m deasupra n.m., se întinde pe o suprafață de 5,82 km2 și în 2017 număra 576 de locuitori.

## Istoric
Localitatea Sirník este atestată documentar din 1067.

## Demografie
| An:                | 1994 | 2004   | 2014   | 2024   |
| ------------------ | ---- | ------ | ------ | ------ |
| Număr de persoane: | 592  | 603    | 598    | 550    |
| Diferență:         |      | +1,85% | −0,82% | −8,02% |

| An:                | 2023 | 2024   |
| ------------------ | ---- | ------ |
| Număr de persoane: | 552  | 550    |
| Diferență:         |      | −0,36% |